# Psychotria hidalgensis
Psychotria hidalgensis är en måreväxtart som beskrevs av Attila L. Borhidi. Psychotria hidalgensis ingår i släktet Psychotria och familjen måreväxter. Inga underarter finns listade i Catalogue of Life.